# Fang Gan
Fang Gan (809-888) (chinois : 顾况 ; chinois traditionnel : 顧況 ; pinyin : Fang Gan ; Wade : Fang Gan), avec le nom de courtoisie Xiongfei (雄飛) est un poète ermite de la fin de la dynastie Tang. Il est originaire de Qingxi, préfecture de Muzhou (aujourd’hui Chun'an, Zhejiang),. Après avoir échoué plusieurs fois aux examens impériaux à cause de son apparence (il a un bec de lièvre), il se retire au lac Jing où il passe les dernières années de sa vie en ermite.

## Biographie
Le père de Fang, Fang Su, ayant on diplôme de jinshi est un magistrat basé à Hangzhou. Il fonde le clan Fang du Nuage blanc (白云方氏) dans le village du Nuage blanc, Tonglu, Zhejiang. Fang Gan est le quatorzième fils de la famille, il est ainsi appelé le « quatorzième fils de la famille Fang » (方十四郎).
Fang Gan naît en 809 p. 482. Dès l’enfance, il possède un talent pur, simple, sans ambition pour les affaires et il aime la poésie. Le poète Zhang Bayuan de Tonglu apprécie son talent, l’invite comme gendre. Fang Gan s’installe alors à Baiyun Yuan sur la rivière Tongjiang (aujourd’hui village Luci, comté de Tonglu). Il fait la rencontre de l’auteur Xu Ning (徐凝) qui est déjà renommé pour sa poésie. Dès la première rencontre, Xu Ning devient son maître et ami et lui enseigne les règles de la poésie. Pendant l’ère Kaicheng (836-840), Fang Gan est ami avec le poète Yu Fu (喻凫) et échange des poèmes avec Li Pin, un compatriote, entretenant avec lui des liens très étroits.
Un jour, Fang Gan se blesse la lèvre par accident et les gens le surnomment « monsieur lèvre fendue » (缺唇先生). Bien qu’il soit doué académiquement, Fang Gan échoue à l’examen impérial plus de dix fois, et ne parvient jamais à obtenir le titre de lauréat apparemment à cause de son bec-de-lièvre. Pour les examinateurs de cet examen, il n’est pas envisageable de conférer ce titre à un homme souffrant d’une telle infirmité, car ils considèrent cela comme susceptible de déshonorer le monde académique chinois. Même si Wang Gui, inspecteur de l’est du Zhejiang, le recommande avec insistance plusieurs fois à la cour, Fang Gan n’est jamais employé en raison de sa laideur. Ayant compris l’opinion des autorités, sa carrière officielle étant très difficile, Fang Gan décide de se retirer au lac Jing (镜湖) vers 870. Avec le temps, Fang Gan est séduit par la beauté des montagnes et des eaux du lac. Il tombe amoureux de la vie d’ermite, et il ne cherche plus ni fonction ni renommée. Sa famille est pauvre, mais toute sa vie s’ouvre à la nature. Il mène une vie désœuvrée, possède un ancien qin, marche en chantant. Selon le poète Wu Rong, Fang Gan aime se promener et boire pendant son temps libre : 

« 不識朝，不識市。
曠逍遙，
閒徒倚。
一杯酒，無萬事
 
Il ne connaît ni la cour, ni le marché. 
Et il se promène en chantant pour se divertir, 
Il erre librement, s’appuie en oisif. 
Une coupe de vin, et il oublie toutes les affaires du monde. »

 Bien qu’il soit ermite et sans salaire officiel, sa renommée se répand quand même à travers tout le pays, comme l’écrit le poète Sun He :

« 官无一寸禄，
名传千万里。

Il n’eut jamais un seul pouce de salaire officiel, 
Mais sa renommée s’étendait sur des milliers de lis. »

Vers 880, Fang subit avec succès une opération pour sa lèvre. Désormais appelé « Monsieur Lèvre Réparée » (补唇先生), il est déjà un vieil homme et ne quitte plus jamais Jinghu, passant ses dernières années dans une retraite montagnarde locale. Pour cette raison, il est souvent défini comme un poète ermite, et ses poèmes décrivant le lac Jing et les paysages de montagnes et d’eaux laissent au lecteur une impression profonde et durable.
En 888, il meurt de maladie. Ses disciples lui donnent le nom posthume de « Maître Xuanying » (玄英先生) p. 376.
Au cours de sa vie, il est aussi surnommé « Fang Sanbai » (方三拜, littéralement « Fang Trois Saluts ») à cause de son habitude singulière de saluer trois fois toute personne.
Plus de dix ans après sa mort, le ministre de la cour Zhang Wenwei recommande plusieurs lettrés célèbres qui n’avaient pas réussi l’examen, demandant qu’on leur accorde un poste pour apaiser leur âme. Fang Gan est l’un d’eux et il est reconnu à titre posthume comme lauréat de l’examen impérial.
Parce qu’il vit en ermite au lac Jing, menant une existence où un verre de vin suffit et où rien ne le préoccupe, parce qu’il compose de nombreux chefs-d’œuvre sur le lac Jing, et aussi parce qu’il a totalement renoncé à la gloire et à la richesse, il gagne le surnom de « lettré retiré du lac Jing » (镜湖处士).

## Poésie
Fang Gan excelle dans les poèmes réguliers, purs, délicats, et riches en sentences frappantes. Certains de ses poèmes reflètent les troubles sociaux et témoignent de la compassion pour les souffrances du peuple ; d’autres expriment le sentiment d’un talent non reconnu et la tristesse de n’avoir pu accomplir ses ambitions. Fang Gan confie ses sentiments aux paysages et trouve la paix dans le bouddhisme chan.

### Oeuvres
- Recueil de poèmes de Fang Gan (方干诗集) en dix volumes. Ses disciples, Yang Yan et le moine Juyuan rassemblèrent plus de trois cent soixante-dix poèmes, et les compilèrent dans ce recueil9[11].
- L’anthologie Poésie complète des Tang (全唐詩) enregistre six volumes et 348 poèmes de Fang Gan. Ces poèmes se retrouvent dans les volumes 648 à 653 inclusivement.
- La Collection complète des Quatre Trésors (Siku Quanshu) (四庫全書) conserva ses poèmes en huit volumes

## Musicien
Fang est un joueur reconnu de guqin.